# Irgolič
Irgolič je priimek več oseb na Slovenskem:
- Anton Irgolič (1830 - 1888), učitelj
- Janko Irgolič (*1959), nogometaš
- Matija Irgolič (1815 - ?), ilirec
- Nada Irgolič (*1940), farmacevtka
- Nadja Irgolič, pevka
- Rafko Irgolič (*1933), pevec zabavne glasbe
- Ramona Irgolič, model, pevka, igralka, hiperpoliglotka
- Uja Irgolič (*19729, filmska montažerka